# Order Uszakowa (ZSRR)
Order Uszakowa (ros. Орден Ушакова) – order wojskowy Związku Socjalistycznych Republik Radzieckich.
Order został ustanowiony dekretem Prezydium Rady Najwyższej ZSRR z dnia 3 marca 1944 roku, jednocześnie zatwierdzono jego statut i opis odznaki, później wprowadzono do niego niewielkie poprawki.
Patronem orderu był Fiodor Fiodorowicz Uszakow (1744–1817), rosyjski admirał i dowódca marynarki wojennej, nowator w taktyce wojny morskiej, zdobywca wielu twierdz i baz nadmorskich.

## Zasady nadawania
Zgodnie ze statutem order ten nadawano oficerom Floty Wojennej za wybitne zasługi w organizacji, dowodzeniu i zabezpieczaniu operacji wojskowych, w wyniku których osiągnięto zwycięstwo.
Order Uszakowa posiadał dwa stopnie i nadawany był przez Prezydium Rady Najwyższej ZSRR.
Orderem I stopnia nagradzano oficerów Marynarki Wojennej:
- za wzorowe zorganizowanie i przeprowadzenie operacji bojowej na morzu lub wybrzeżu zakończonej zniszczeniem floty przeciwnika lub jego umocnień i baz nadbrzeżnych,
- za wzorowe zorganizowanie i pomyślnie zakończoną morską operację na liniach komunikacyjnych przeciwnika,
- za inicjatywę i zdecydowanie w kierowaniu operacją lub dowodzenie w boju, w wyniku którego rozgromiono przeważające siły przeciwnika przy zachowaniu własnej zdolności bojowej,
- za mistrzowskie i skryte przeprowadzenie dużej operacji desantowej.

Orderem II stopnia nagradzano za:
- za umiejętne dowodzenie i wzorowe działanie podczas walki na morzu z przeważającymi przeciwnikami,
- za umiejętne, szybkie i śmiałe działania na wybrzeżu przeciwko bazom i innym obiektom nieprzyjaciela, w rezultacie których zniszczono duże siły i środki przeciwnika,
- za odważne i pomyślne działania na liniach komunikacyjnych nieprzyjaciela na morzu,
- za mistrzowskie przygotowanie oraz dowodzenie jednostkami floty w operacji desantowej.

Orderem tym jako pierwsi zostali odznaczeni: kontradm. P. Bołtunow – dowódca Brygady Okrętów Podwodnych Floty Czarnomorskiej i gen. lotn. W. Jermaczenkow – dowódca sił powietrznych Floty Czarnomorskiej w dniu 16 maja 1944 roku.
W sumie za okres wielkiej wojny ojczyźnianej w ZSRR nadano orderów:
- I stopnia – 48 (w tym 12 jednostek Marynarki Wojennej ZSRR)
- II stopnia – 194 (w tym 13 jednostek Marynarki Wojennej ZSRR)[1]

## Opis odznaki
Odznaka orderu I stopnia przedstawia pięcioramienną gwiazdę wykonaną z platyny, na której jest umieszczona czarna oksydowana kotwica, w centrum umieszczono niebiesko emaliowaną tarczę ze złotą podobizną Uszakowa. U dołu tarczy umieszczono wieniec z liści dębowych i laurowych oraz sierp i młot, a w górnej części napis Admirał Uszakow (АДМИРАЛ УШАКОВ).
Odznaka orderu II stopnia wykonana była ze złota a tarcza ze srebra – nie różniła się od I stopnia.
Wstążki do orderu:
- I stopnia – biała z jednym szerokim niebieskim paskiem pośrodku i dwoma wąskimi po bokach
- II stopnia – biała z dwoma niebieskimi szerokimi paskami po bokach

| Baretki Orderu Uszakowa | Baretki Orderu Uszakowa | Baretki Orderu Uszakowa |
| ----------------------- | ----------------------- | ----------------------- |
| I stopnia               | II stopnia              |                         |